# 3 Brygada Kawalerii (austro-węgierska)
3 Brygada Kawalerii (niem. 3 Kavalleriebrigade) – brygada kawalerii cesarskiej i królewskiej Armii.
W 1876 roku Brygada Kawalerii w Mariborze (niem. Marburg), wchodząca w skład VI Dywizji Piechoty, została przemianowana na 3 Brygadę Kawalerii.
Komenda 3 KBrig. stacjonowała w Marburgu i wchodziła w skład 2 Dywizja Kawalerii (V Korpus).
W 1889 roku w skład brygady wchodził:
- 5 Pułk Dragonów,
- 12 Pułk Ułanów[3].

W latach 1891-1893 w komendzie brygady służbę pełnił Tadeusz Rozwadowski.
Organizacja pokojowa w 1914 roku
- Komenda 3 Brygady Kawalerii w Marburgu
- 5 Pułk Dragonów
- 6 Pułk Huzarów
- 16 Pułk Huzarów

Organizacja wojenna w sierpniu 1914 roku
- Komenda 3 Brygady Kawalerii
- 6 Pułk Huzarów: 6 szwadronów.
- 8 Pułk Huzarów: 6 szwadronów.
- Oddział ckm[4].

## Komendanci brygady

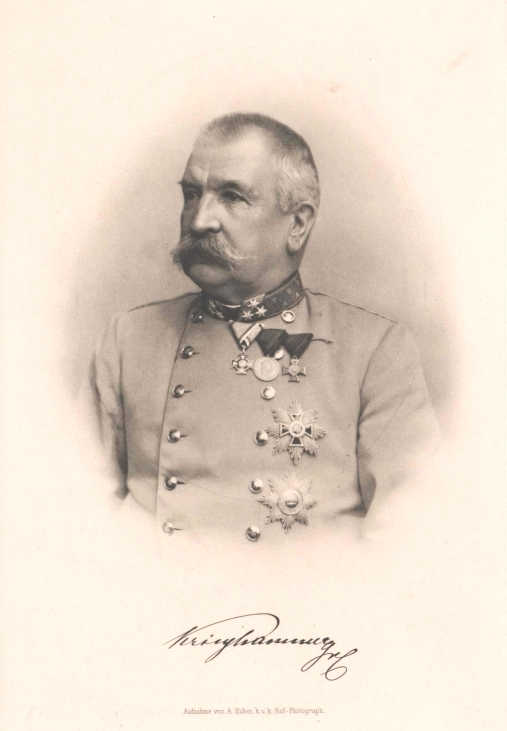
GdK Edmund von Krieghammer

- GM Friedrich Josef Franz von Marburg ( – 1 IV 1875 → stan spoczynku)
- GM Heinrich von Ritter (1875 – 1 XI 1877 → stan spoczynku)
- płk / GM Béla von Schönberger (1877 – 1881 → komendant 1 Brygady Kawalerii w Wiedniu)
- GM Edmund von Krieghammer (1881 – )
- GM Franz Wallis auf Carighmain (1889 – 1890)
- GM Albert Freiherr Abele von und zu Lilienburg (1914)